# AKUTO
AKUTO（アクト、1968年 - ）は、日本のプロレスラー。
シアタープロレス花鳥風月所属

## 来歴
2020年10月18日、東京・東京ZOOでの安倍健治戦でデビュー。

## 得意技

### フィニッシュ・ホールド
ローリング・セントーン

### 打撃技
ヒップアタック
モンゴリアン・チョップ
チョップ
エルボー

### 投げ技
ランニング・ネックブリーカー・ドロップ
ブレーンバスター

### 関節技
監獄固め

### 飛び技
バーニング・スター・プレス

## 入場テーマ曲
- 仁義なき戦い